# Martin Benka
Martin Benka (Kostolište, 21 settembre 1888 – Malacky, 28 giugno 1971) è stato un pittore e illustratore slovacco.
Utilizzò anche gli pseudonimi di Marko Betýn e Janko Synevin.

## Biografia
Il padre Jozef Benka era un falegname e operaio occasionale con una piccola locanda, la madre Eva, nata Dubničková, proveniva da Gajary e, oltre all'educazione di una famiglia numerosa, lavorava stagionalmente nei campi. Martin Benka era il più giovane di cinque fratelli, di cui tre morirono giovani.
Dal 1894 al 1902 Martin Benka fu allievo della Scuola popolare di Kostolište e frequentò la Scuola statale ungherese a Malacky. Per un breve periodo frequentò anche la scuola privata di musica del cappellano Prachar, che gli insegnò a suonare il violino.
Dal 1903 al 1906 fu apprendista imbianchino a Hodonín. Dopo aver terminato l'apprendistato, Benka si trasferì a Vienna e lavorò come imbianchino in varie aziende. Divenne sempre più interessato all'arte, alla musica e alla pittura.
A Vienna fu allievo in una scuola privata del pittore ceco E. Neumann, dove il suo talento fu notato dal giornalista e scrittore ceco Jan J. Langer, che gli offrì un corso di pittura professionale a Praga presso il paesaggista ceco Alois Kalvoda. Con la scuola di Kalvod fra il 1910 e il 1914 compì diversi viaggi per dipingere la Selva Boema, i dintorni di Křivoklát e quasi ogni anno in Slovácko.
Nel 1910 espose per la prima volta insieme all'insegnante J. Štember. Nel 1913, il suo Studio di un bosco di pecci fu esposto per la prima volta al Rudolfinum di Praga e altri dipinti furono in mostra presso l'Associazione degli artisti della Moravia a Hodonín. A partire dal 1926, partecipò più volte alla Biennale di Venezia.
Negli anni '30 del novecento maturò un suo stile monumentale ed eroico, fondamentale nella corrente slovacca moderna in pittura e in disegno. Si dedicò al disegno di arazzi, di scenografie, ma anche alla musica e alla liuteria. Nel 1937 ottenne la medaglia d'argento alla Esposizione Universale di Parigi. Nel 1939 si trasferì da Praga a Martin, dove mantenne la sua residenza definitiva fino alla morte. Qui entrò in una cerchia di musicisti amatoriali: i fratelli Hirner, Ferenc, Kleinhans, Lukáš Molnár, Pantlík, il dottor Novák, il professor Filip, il dottor Muntág e altri. All'inizio dell'anno 1950 fondò un quartetto: primo violino V. Belorid, secondo violino Emanuel Muntág, viola Martin Benka, violoncello M. Filip. Si incontrarono una volta alla settimana (il giovedì) fino allo scioglimento nel 1951 per la partenza di M. Filip per l'università e di E. Muntág per il servizio militare. Costruì da solo 13 violini, ora custoditi nel museo Martin Benka di Martin. Fu autore di memorie, con il titolo di Za umením, e di resoconti di viaggio. Dipinse anche a Banská Bystrica nel 1944, soprattutto i paesaggi dei suoi dintorni. Tornato a Martin nel 1945 formò un gruppo con i pittori Karol Ondreička ed Emil Makovický e con lo scultore Fraňo Štefunko riuniti nel sodalizio artistico Trojštít. Aveva un carattere conservatore, il suo scopo era di fomentare la collaborazione di diversi settori artistici.
Nel campo dell'illustrazione di libri e della tipografia, Benka creò un gran numero di caratteri tipografici sperimentali e di impaginazioni di libri, influenzato dal cubismo. Tuttavia spesso i caratteri creati da Benka non venivano utilizzati. Forse l'utilizzo più famoso dei caratteri cubisti di Benka fu il carattere ufficiale per l'Accademia slovacca delle scienze. Martin Benka creò la maggior parte delle copertine per l'editore praghese Leopold Mazáč. Fu pure autore di alcune copertine private, non commerciabili e destinate ai bibliofili. Con Ľudovít Fulla e Mikuláš Galanda Benka è considerato uno dei fondatori dell'illustrazione slovacca.
Espose in mostre individuali a Banská Bystrica nel 1964, 1965, 1969, 1983.
Il suo motto era: "Non eccedere, non volare troppo alto, non cercare la bellezza nel vuoto, ma coltivarla e goderla là dov'è: in mezzo alla gente, nella vita".
Fu anche esperantista. Dipinse una serie di quadri con testi in esperanto. Scrisse in esperanto il saggio Pri Slovaka Arto e i racconti La Akvoguteto, Ruġaj Diantoj e Stranga Koncerto.
È sepolto al Cimitero nazionale di Martin e le sue opere sono state donate allo Stato.

## Riconoscimenti
- 1937 medaglia d'argento della Mostra mondiale di Parigi
- 1937 Premio Štefánik
- 1940 Premio di stato
- 1948 Laureato premio di stato[4]
- 1953 titolo di Artista nazionale[4]
- 1963 Ordine della Repubblica[4]